# João Cleófas Martins
João Cleofas Martins (1901-1970) fue un fotógrafo, periodista y escritor de Cabo Verde. 

## Biografía
Su padre procedía de la isla de Brava, y vivió la mayor parte de su vida en Mindelo (isla de San Vicente), todo ello en el mismo archipiélago.
Fue uno de los pocos caboverdianos que expresaron públicamente sus críticas contra el gobierno de la Segunda República de Portugal (la dictadura de Salazar).
Al igual que Sergio Frusoni, fue cronista radiofónico en Radio Barlavento de Mindelo.
Escribió una obra de teatro titulada Vai-te Treinando desde Já.
- Datos: Q3027579